# Pynandi
Los Pynandi (en español: «descalzos») fue una organización paramilitar paraguaya durante la guerra civil de 1947, funcionó como una de las milicias del Partido Colorado. Reunió a adherentes del campesinado rural y obrerismo urbano de ideas coloradas, anticomunistas y nacionalistas. Con un fuerte revanchismo político antiliberal contra sus oponentes del Partido Liberal y una notoria simpatía a las ideologías de las Potencias del Eje. Fueron las principales fuerzas de combate del Partido Colorado durante la batalla por Asunción junto al Guión Rojo.

## Antecedentes
La formación de la milicia sienta bases en una casi eterna rivalidad colorado-liberal, así como el miedo a que se produzca una revolucíon ´´comunista´´ de izquierda en el país, en el contexto del inicio de la guerra fría. Lo que le daría una importante fuerza de movilización anticomunista y una notoria propaganda de guerra antisoviética.
Durante la rebelión en concepción, estos simpatizantes colorados vieron sus temores haciéndose realidad. Una rara coalición liberal-comunista-franquista apoyando el levantamiento militar con un discurso prodemocracia contra el gobierno militar de Higinio Morínigo. Lo que facilitó a Morínigo a llamar a las armas a estos nuevos soldados en defensa de la patria. Así también con el discurso nacionalista volvió a movilizar a veteranos de la guerra del Chaco. 

## Guerra civil
La participación de la milicia durante la guerra es extensa, principalmente se los menciona en la defensa de la ciudad de Asunción y algunos combates en las zonas rurales. También pelearon junto con la milicia guion rojo de Natalicio González durante la sublevación de la armada en abril.
Realizaban labores de patrullaje junto a la policía en las zonas que anteriormente fueron controladas por el enemigo así como la persecución.
Durante los últimos días de la guerra, el gobierno de Perón había suministrado armamento a todas las fuerzas pro gubernamentales de Morinigo, lo cual permitió a los pynandi y sus aliados contraatacar para romper el cerco rebelde sobre Asunción y ganar unilateralmente el conflicto.

## Posguerra
Tras el fin de la guerra los pynandi fueron desmovilizados e indultados. Hasta la actualidad siguen siendo honrados y condecorados por sus acciones en batalla. Siendo considerados héroes por los colorados.

## Cultura Pynandi
En la actualidad, se puede encontrar varias muestras de arte, eventos y lugares que mencionan a los soldados pynandi. Un ejemplo popular es la música folclore Polka Colorado Pynandi.